# 464 Megaira
464 Megaira è un asteroide della fascia principale del sistema solare del diametro medio di circa 74,04 km. Scoperto nel 1901, presenta un'orbita caratterizzata da un semiasse maggiore pari a 2,8036187 UA e da un'eccentricità di 0,2018726, inclinata di 10,16259° rispetto all'eclittica.
Il suo nome è dedicato a Megera, nella mitologia greca una delle tre Erinni, preposta all'invidia e alla gelosia e che induceva a commettere delitti.